# Præstø
Præstø is een plaats en voormalige gemeente in de Deense regio Seeland. Sinds 2007 is de plaats deel van de gemeente Vordingborg. Præstø telt 3961 inwoners (2008).

## Voormalige gemeente
De oppervlakte bedroeg 106,88 km². De gemeente telde 7608 inwoners waarvan 3773 mannen en 3835 vrouwen (cijfers 2005). Na de herindeling van 2007 werden de gemeentes Langebæk, Møn en Præstø bij Vordingborg gevoegd.
- Gemeinsame Normdatei: 4103260-3
- MusicBrainz: a70fe1df-014f-443e-919f-70c866b7a8b9
- Virtual International Authority File: 156580409